# Róża od Matki Bożej Dobrej Rady Pedret Rull
Rosa Pedret Rull de Nuestra Senora del Buen Consejo (ur. 5 grudnia 1864 w Fasecie, zm. 19 sierpnia 1936 w El Saler) – hiszpańska karmelitanka miłosierdzia, męczennica i błogosławiona Kościoła katolickiego.

## Życiorys
Wstąpiła do instytutu Sióstr Karmelitanek Miłosierdzia, a w 1881 roku złożyła śluby wieczyste. Została zamordowana w czasie wojny domowej w Hiszpanii. Beatyfikował ją papież Jan Paweł II 11 marca 2001 roku w grupie 233 męczenników.